# Fred Ramdat Misier
Fred Ramdat Misier, né le 28 octobre 1926 à Paramaribo et mort le 27 juin 2004 dans la même ville, est un homme d'État surinamien. Il fut président de la République du 4 février 1982 au 25 janvier 1988.

## Biographie
Il est né le 28 octobre 1926 à Paramaribo, au Suriname. Il est le fils de Rampargas Ramdat Misier et Ramkali Durgadulare.

### Carrière politique
Avant de devenir président, Ramdat Misier est enseignant, avocat et président de la Cour de justice. Le 8 février 1982, Dési Bouterse, chef des forces armées, nomme Ramdat Misier troisième président du Suriname. En tant que président, il préside aux élections démocratiques de novembre 1987 qui désignent Ramsewak Shankar à la présidence. Shandar succède à Ramdat Misier en février 1988.

### Mort
Ramdat Misier est décédé le 25 juin 2004 à l'âge de 77 ans à Paramaribo, la capitale du pays. L'ancien président Jules Wijdenbosch commente la carrière politique de Ramdat Misier, déclarant "qu'il a joué un rôle essentiel dans la nouvelle gestation démocratique du Suriname. Il a apporté des développements sans précédent pour le pays". Son épouse, Hilda Doergadei Dewanchand, lui survit. La crémation de Ramdat Misier a eu lieu le 30 juin et a réuni un certain nombre de dignitaires, notamment Wijdenbosch et l'ancien président Ronald Venetiaan.